# 503 Evelyn
503 Evelyn
503 Evelyn là một tiểu hành tinh ở vành đai chính. Nó được Raymond Smith Dugan phát hiện ngày 19.01.903 ở Heidelberg, và được đặt theo tên Evelyn Smith Dugan, mẹ của Raymond Smith Dugan.